# Katari
Katari (nep. कटारी नगरपालिका) – gaun wikas samiti we wschodniej części Nepalu w strefie Sagarmatha w dystrykcie Udayapur. Według nepalskiego spisu powszechnego z 2001 roku liczył on 2812 gospodarstw domowych i 15142 mieszkańców (7570 kobiet i 7572 mężczyzn).